# Boveengronden
Een boveengronden is een bodemtype binnen het Nederlandse systeem van bodemclassificatie dat behoort tot de kleiarme eerdveengronden. Het zijn cultuurgronden met een meer dan 50 cm dikke veraarde bovengrond van venig zand, zandig veen of veen. Dit dek van veraard veen is ontstaan door de eeuwenlange bemesting en ontwatering.
Boveengronden komen weinig voor. Ze worden voornamelijk aangetroffen rond Schoonebeek in Zuidoost-Drenthe. De naam 'boveengrond' is afgeleid van bo, een in die streek traditionele stal of veehut.
Een vergelijkbare veengrond met een veraarde bovengrond dunner dan 50 cm wordt geclassificeerd als een madeveengrond.
| Horizont | Diepte   | Omschrijving |
| -------- | -------- | --- |
| Ap       | 0–16 cm  | bouwvoor; zwart, enigszins zandig veraard veen; geen herkenbare niet veraarde veenresten                                           |
| Ah       | 16–55 cm | zwart, enigszins zandig veraard veen, nauwelijks herkenbare veenresten; enigszins verslempte organische stof; moder langs scheuren |
| C        | 55–90 cm | donker roodbruin geoxideerd oud veenmosveen, iets verweerd                                                                         |
| Cr       | > 90 cm  | donker roodbruin gereduceerd oud veenmosveen                                                                                       |